# Marcussen & Søn

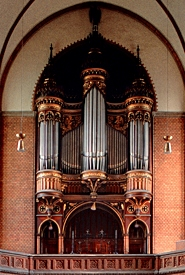
Het Marcussenorgel in St. Johannis Harvestehude Hamburg

Marcussen & Søn, meestal afgekort tot Marcussen (en voorheen bekend onder de naam Marcussen & Reuter) is een Deens bedrijf in Aabenraa dat zich bezighoudt met het bouwen van orgels. Het bedrijf was een van de eerste die terugkeerden naar klassieke orgelbouwtechnieken, en sinds 1930 bouwt het bedrijf uitsluitend orgels met een mechanische tractuur. Naast vele instrumenten in Denemarken heeft het bedrijf orgels gebouwd in Noord-Duitsland, Zweden, Finland, Nederland, Groot-Brittannië, Zuid-Afrika, Japan en de Verenigde Staten.

## Geschiedenis
Jürgen Marcussen (1781–1860) stichtte het orgelbouwbedrijf in 1806. Tussen 1826 en 1848 heette het bedrijf Marcussen & Reuter; daarna trad Jürgens zoon Jürgen Andreas toe en werd de naam veranderd in Marcussen & Søn. Sinds 1830 is het bedrijf gevestigd in Aabenraa in het zuiden van Jutland. Het oudste Marcussenorgel dat nog bespeeld wordt, dateert uit 1820.
Johannes Lassen Zachariassen (1864–1922), een kleinzoon van de dochter van de oprichter, voerde de leiding over het bedrijf tussen 1902 en 1922. Rond 1900 werkte het bedrijf nog vanuit de orgeltraditie van de barok, maar vanaf dat moment schakelde het, zoals bijna alle orgelbouwers, over op pneumatische en elektrische tractuur. Deze ontwikkeling duurde niet lang; Marcussen was een van de eerste orgelbouwers die teruggrepen op de baroktraditie, na een baanbrekende conferentie in Hamburg en Lübeck in 1925, waar de superioriteit van geluid, structuur en techniek van het Noord-Europese barokorgel onderkend werd.
De leidende figuur achter deze terugschakeling was Sybrand Zachariassen (1900-1960), die in 1922 op 21-jarige leeftijd aan het roer kwam. Binnen enkele decennia hadden Marcussenorgels een internationale reputatie verworven als toonbeelden van mechanische tractuur, die weer aan de basis van bijna alle orgelbouw in de tweede helft van de twintigste eeuw kwam te staan.
In 1960 werd Sybrand Jürgen Zachariassen (geboren op 22 oktober 1931 in Flensburg) directeur. In 1994/1995 werd het bedrijf een besloten vennootschap in familiehanden, toen Claudia Zachariassen (geboren op 26 mei 1969 in Sønderborg, als zevende generatie Marcussen/Zachariassen) bij het bedrijf kwam werken. Zij werd directeur in 2002.

## Tegenwoordig
Marcussen bouwt pijporgels voor kerkgebouwen en concertzalen, en restaureert historische orgels. Het bedrijf heeft daartoe een ontwerpbureau en verschillende werkplaatsen, zowel voor houtbewerking als voor metaalbewerking. Ten slotte heeft het bedrijf een team van stemmers in dienst. Er werken bij het bedrijf zo'n 60 mensen, die circa 10-12 orgels per jaar afleveren.

## Orgels in Nederland en België
- Nicolaïkerk, Utrecht

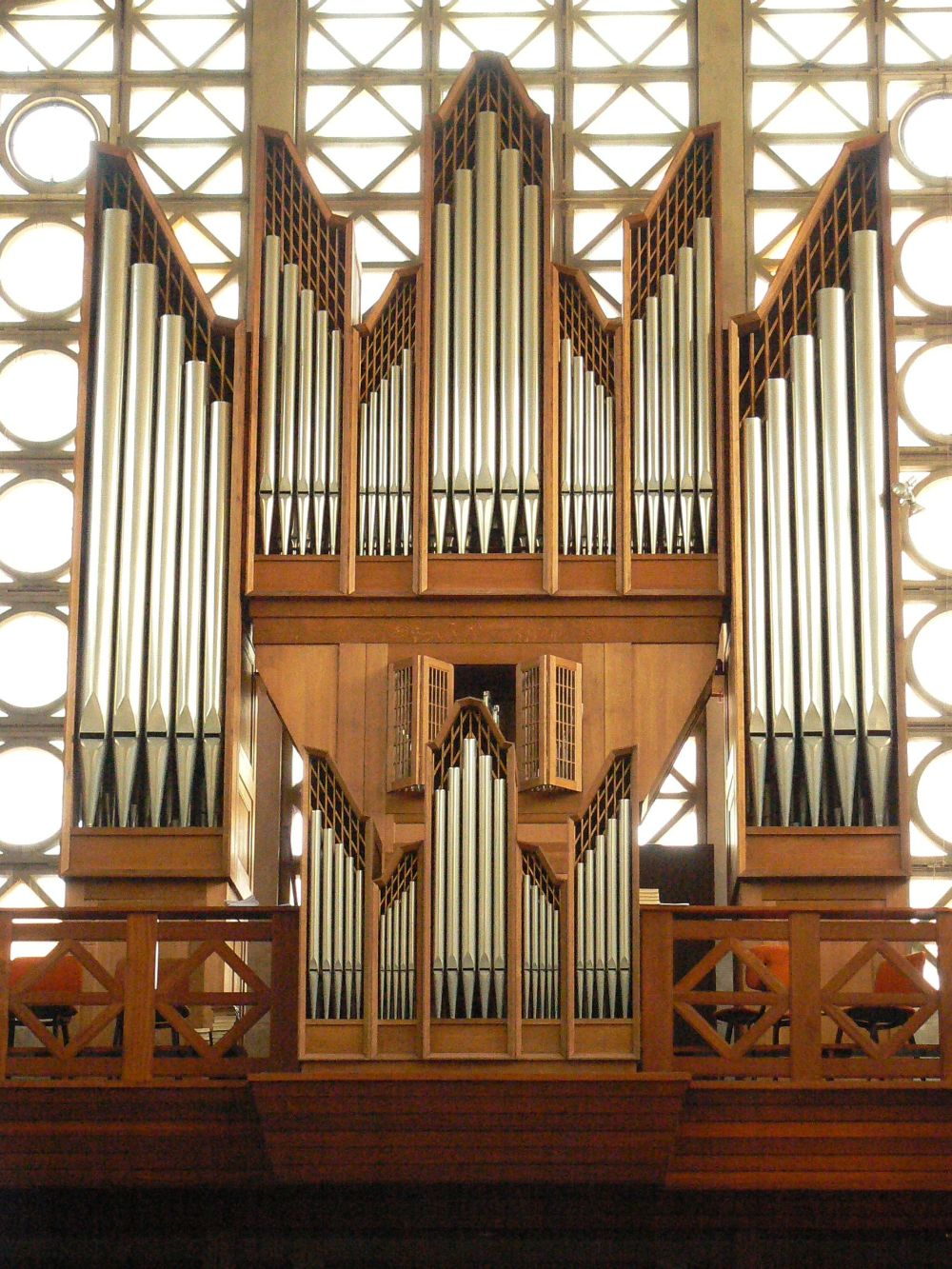
Het Marcussenorgel in de St. Stefanuskerk

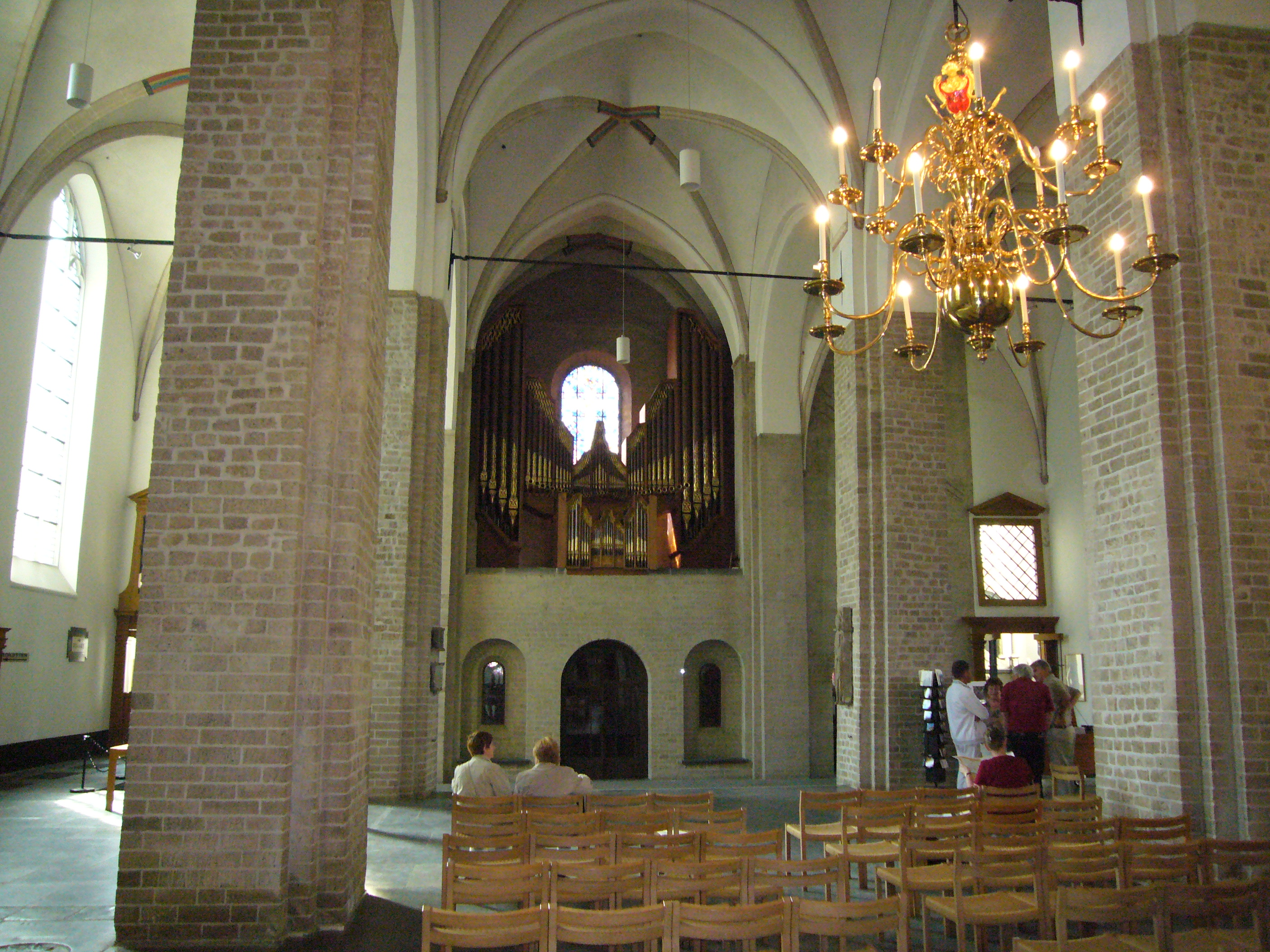
Nicolaïkerk

- Hoofdorgel van de Laurenskerk in Rotterdam (met vier klavieren, 85 registers, 7600 pijpen en een fameus Spaans Chamadewerk het grootste kerkorgel van Nederland), 1973
- Grote of Sint-Laurenskerk Rotterdam, transeptorgel, 1959, gebouwd in een kas uit 1539
- Doopsgezinde kerk Groningen, 1961
- Grote of Sint-Laurenskerk Rotterdam, koororgel, 1962, gebouwd in een kas uit 1720
- Gasthuiskerk Zierikzee, 1964
- Sint-Joannis Baptistkerk Klundert, 1964, gebouwd voor de Sint-Stefanuskerk Moerdijk, na sluiting hiervan in 2013 overgebracht naar Klundert
- Kloosterkerk Den Haag, 1966
- Grote of Maria Magdalenakerk Goes, 1969
- Kapel van het Lemmensinstituut Leuven, 1979

De firma Marcussen voerde belangrijke restauraties uit aan de orgels in de Nieuwe Kerk in Amsterdam en de Bavokerk in Haarlem.

### Restauraties
- Grote of Sint-Bavokerk, Haarlem
- Nieuwe Kerk, Amsterdam
- kathedraal van Roskilde
- St. Mariakerk in Helsingør (waar Dietrich Buxtehude organist was van 1660 tot 1668)